# Europäische Nordsternwarte

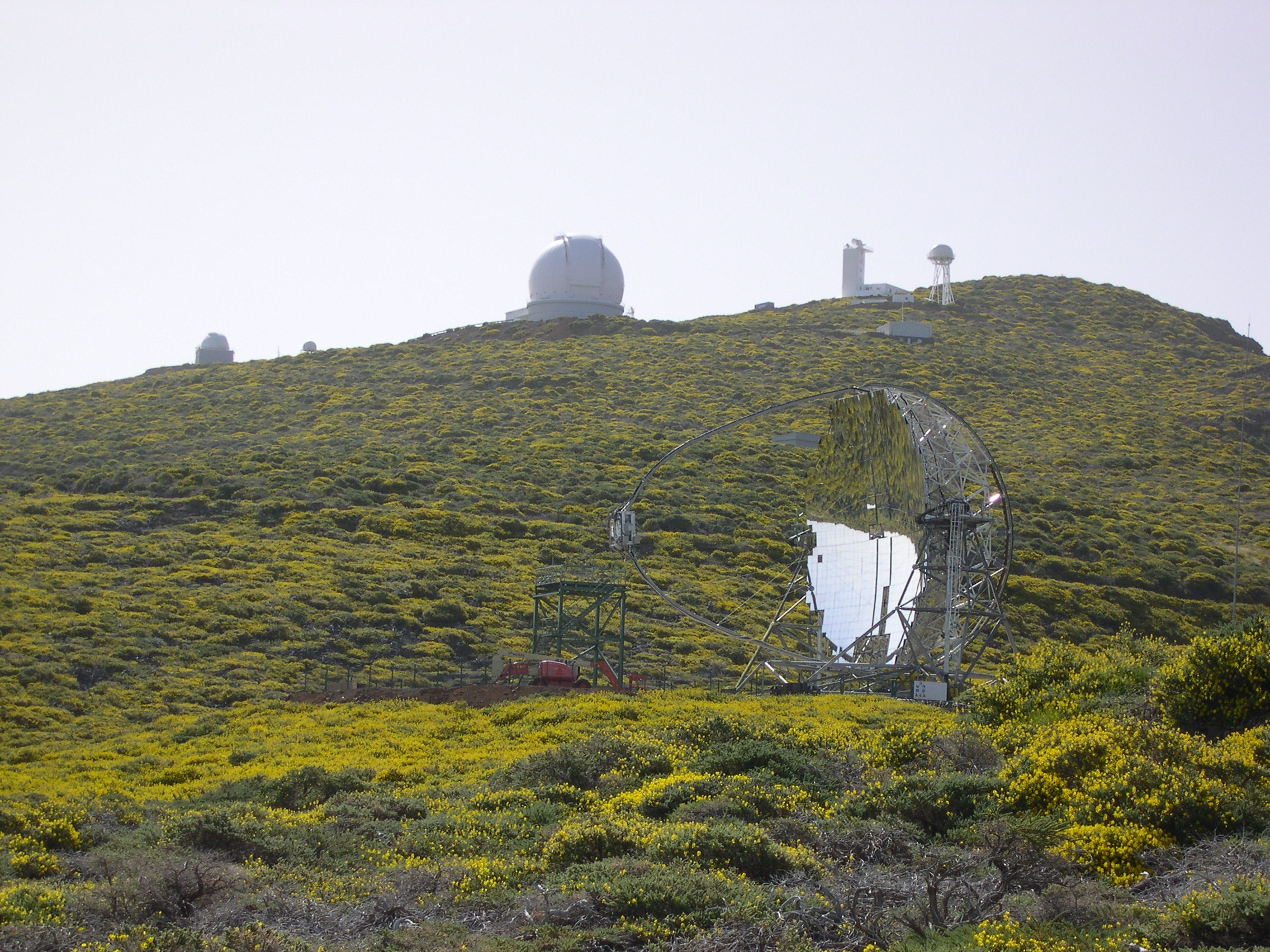
Teleskope des ORM

Das European Northern Observatory (abgekürzt ENO) ist ein Forschungsinstitut auf den Kanaren, um die Teleskope der Sternwarten des Instituto de Astrofísica de Canarias (IAC) gemeinsam zu nutzen.
Die Verwaltung des ENO befindet sich in San Cristóbal de La Laguna, die genutzten Sternwarten sind das Observatorio del Teide (OT) auf Teneriffa und das Roque-de-los-Muchachos-Observatorium (ORM) auf La Palma. Insgesamt werden an beiden Sternwarten über 30 Instrumente verschiedener Träger genutzt, es sind sowohl Teleskope für Nacht- als auch Sonnenbeobachtungen verfügbar.
Gegründet wurde das ENO am 26. Mai 1979 von den Staaten Spanien, Dänemark, Vereinigtes Königreich und Schweden, das Abkommen regelt die Beobachtungszeiten der einzelnen Teleskope, dabei hat Spanien einen Anteil von 20 %, für internationale Projekte im Rahmen des ENO werden mindestens 5 % der nutzbaren Zeit von den Teleskopbetreibern zur Verfügung gestellt. Mit dem am 8. April 1983 vereinbarten Zusatzabkommen beteiligt sich auch Deutschland mit der DFG am ENO. Das am 31. Oktober 1988 verabschiedete Gesetz 31/1988 Protección de la Calidad Astronómica de los Observatorios del Instituto de Astrofísica de Canarias soll die Sicherstellung der astronomischen Bedingungen wie geringer  Lichtverschmutzung gewährleisten. Weitere Mitgliedsstaaten sind Belgien, Finnland, Frankreich, Italien und Norwegen.

## Teleskope

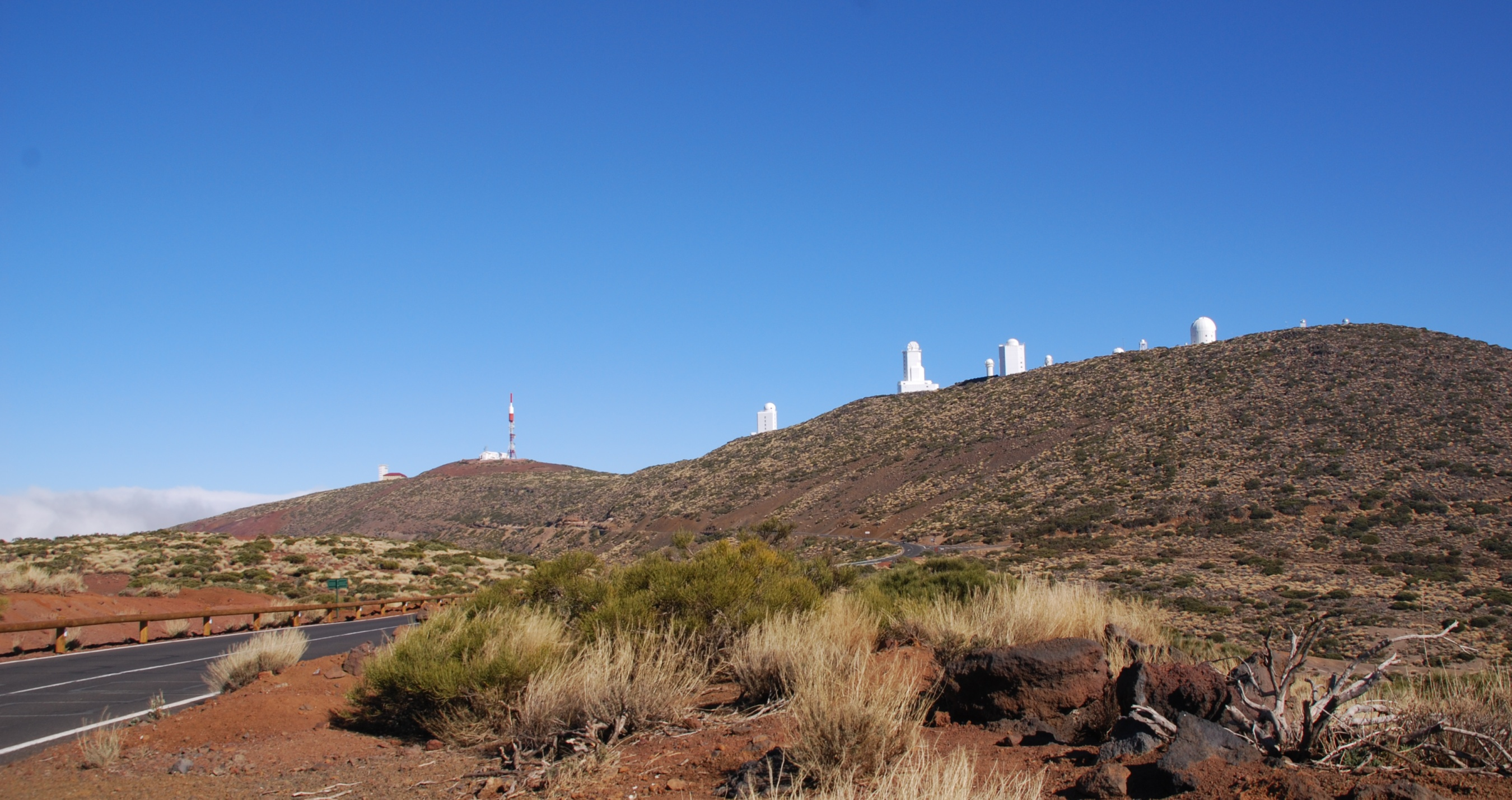
Teleskope des OT

- 10,4 Meter Gran Telescopio Canarias
- 4,2 Meter William-Herschel-Teleskop
- 3,6 Meter Telescopio Nazionale Galileo
- 2,5 Meter Isaac-Newton-Teleskop (ING)
- 2,5 Meter Nordic Optical Telescope
- 2,0 Meter Liverpool Telescope
- 1,2 Meter Mercator-Teleskop
- 1,0 Meter Jacobus-Kapteyn-Teleskop
- 0,45 Meter Dutch Open Telescope, zur Sonnenbeobachtung
- Swedish Solar Telescope (SST), 1-m-Refraktor zur Sonnenbeobachtung
- 0,18 Meter Carlsberg-Meridian-Refraktor (CMT) für Astrometrie
- 2 × 17 Meter MAGIC (Tscherenkow-Teleskope für Gammastrahlung)
- 3 Meter FACT-Teleskop (ehemals als CT3 Teil der 6 HEGRA-Teleskope), Tscherenkow-Teleskop
- Ein Observatorium des SuperWASP
- Carlos Sánchez (TCS): 1,55-Meter-Hauptspiegel, 1972 von Großbritannien aufgebaut, seit 1982 IAC, für Infrarotbeobachtungen optimiert
- Mons: 50-Zentimeter-Hauptspiegel, Universität Mons, 1972
- IAC-80: 80-Zentimeter-Hauptspiegel, IAC, 1991
- OGS: Optical Groundstation, 1-m-Hauptspiegel, ESA, 1998, zur visuellen Satellitenkommunikation und für optische Beobachtung von Weltraummüll.
- STARE: 10-Zentimeter-Hauptspiegel, 2001, Suche nach extrasolaren Planeten
- Bradford robotisches Teleskop
- STELLA robotisches Doppelteleskop: 2 × 1,2-Meter-Hauptspiegel, Astrophysikalisches Institut Potsdam, 2006
- SLOOH: robotische Teleskope von Slooh USA, 2004
- VSA (Very Small Array), Radiointerferomenter
- COSMOSOMAS, Studium kosmologischer Strukturen, 1998
- Vakuumturmteleskop (VTT): Hauptsächlich zum Studium der Atmosphäre der Sonne eingesetzt. Der Durchmesser des Hauptspiegels beträgt 70 cm. Kiepenheuer-Institut für Sonnenphysik, Freiburg (1989)
- THEMIS: Ein Sonnenteleskop, das hauptsächlich zum Studium der Magnetfelder der Sonne gebaut wurde. Das Projekt basiert auf einer Zusammenarbeit von Frankreich und Italien.
- GREGOR: ein neues Sonnenteleskop mit 1,5-Meter-Hauptspiegel, Kooperation von KIS, MPS und AIP (2012)
- ChroTel: robotisches Teleskop mit 10 cm Öffnung zur Beobachtung der ganzen Sonnenscheibe, installiert am VTT

## Weiteres
- Instituto de Astrofísica de Canarias
- Observatorio del Teide
- Roque-de-los-Muchachos-Observatorium
- Europäische Südsternwarte